# ورمیلیون انرژی
ورمیلیون انرژی (انگلیسی: Vermilion Energy) شرکت نفت و گاز کانادایی است، که در سال ۱۹۹۴ تأسیس شد.